# Evgenia Linetskaya
Evgenia Simonovna Linetskaya (en russe : Евгения Симоновна Линецкая, en hébreu : יבגניה לינצקיה) est une joueuse de tennis russe, puis israélienne, née le 30 novembre 1986 à Moscou. Elle fut professionnelle de 2001 à 2008.

## Biographie
Sa mère Maria lui a fait découvrir le tennis à l'âge de 6 ans.
Elle a étudié la psychologie pendant trois années à l'université de Moscou. Elle parle russe, hébreu, anglais et néerlandais.
Elle connaît un parcours tennistique perturbé. Son père s'est vu en 2005 interdire d'approcher sa fille par les autorités US, ayant fait preuve de violence envers elle (il fut banni de la WTA de janvier 2006 à janvier 2008) et son entraîneur Joe Giuliano a été banni a vie de la WTA pour motif d'abus physique et sexuel (NYT, janvier 2006), la joueuse ayant porté plainte contre lui.
De religion judaïque, elle décide de quitter la Russie pour s'installer en Israël, qui lui accorde la nationalité israélienne en 2007.

## Carrière tennistique
Elle a remporté sept titres en simple sur le circuit ITF (Montechoro, Ramat Ha-Sharon, Raanana, Jackson, Saint-Pétersbourg, Minsk) et un titre en double (Raanana avec sa néo-compatriote Tzipora Obziler).
En 2005, elle atteint les huitièmes de finale de l'Open d'Australie battue par Amélie Mauresmo (6-2, 6-4).
Elle atteint les quarts de finale à Rome en 2005, battue par Patty Schnyder (6-1, 6-0).
Elle ne compte aucun titre sur le circuit WTA où sa dernière apparition date des qualifications de l'Australian Open 2008.

## Palmarès

### Titre en simple dames
Aucun

### Finale en simple dames
Aucune

### Titre en double dames
Aucun

### Finale en double dames
Aucune

## Parcours en Grand Chelem

### En simple dames
| Année | Open d'Australie | Open d'Australie | Internationaux de France | Internationaux de France | Wimbledon       | Wimbledon     | US Open        | US Open         |
| ----- | ---------------- | ---------------- | ------------------------ | ------------------------ | --------------- | ------------- | -------------- | --------------- |
| 2004  | -                | -                | -                        | -                        | -               | -             | 2e tour (1/32) | Jelena Kostanić |
| 2005  | 4e tour (1/8)    | Amélie Mauresmo  | 1er tour (1/64)          | Maria Sharapova          | 1er tour (1/64) | D. Hantuchová | 2e tour (1/32) | Shinobu Asagoe  |
| 2006  | 1er tour (1/64)  | Maria Kirilenko  | -                        | -                        | -               | -             | -              | -               |
| 2008  | 1er tour (1/64)  | Anne Kremer      | -                        | -                        | -               | -             | -              | -               |

À droite du résultat, l’ultime adversaire.

### En double dames
| Année | Open d'Australie              | Open d'Australie | Internationaux de France     | Internationaux de France | Wimbledon                    | Wimbledon               | US Open                       | US Open                    |
| ----- | ----------------------------- | ---------------- | ---------------------------- | ------------------------ | ---------------------------- | ----------------------- | ----------------------------- | -------------------------- |
| 2005  | -                             | -                | 2e tour (1/16) G. Voskoboeva | Cara Black Liezel Huber  | 1er tour (1/32) N. Vaidišová | D. Chládková V. Razzano | 1er tour (1/32) G. Voskoboeva | S. Kuznetsova Alicia Molik |
| 2006  | 1er tour (1/32) G. Voskoboeva | Yan Zi Zheng Jie | -                            | -                        | -                            | -                       | -                             | -                          |

Sous le résultat, la partenaire ; à droite, l’ultime équipe adverse.

### En double mixte
| Année | Open d'Australie | Open d'Australie | Internationaux de France | Internationaux de France | Wimbledon                   | Wimbledon               | US Open | US Open |
| 2005  | -                | -                | -                        | -                        | 1er tour (1/32) Jordan Kerr | A. Spears Brian MacPhie | -       | -       |

Sous le résultat, le partenaire ; à droite, l’ultime équipe adverse.

## Classements WTA

### Classements en simple en fin de saison
| Année | 2001 | 2002 | 2003 | 2004 | 2005 | 2006 | 2007 |
| Rang  | 691  | 737  | 221  | 96   | 53   | 1192 | 590  |

Source : (en) « Classements de Evgenia Linetskaya », sur le site officiel du WTA Tour

### Classements en double en fin de saison
| Année | 2002 | 2003 | 2004 | 2005 | 2006 | 2007 |
| Rang  | 843  | -    | 747  | 315  | -    | 657  |

Source : (en) « Classements de Evgenia Linetskaya », sur le site officiel du WTA Tour